# Jozi Kokos
Jozi Kokos es el nombre dado en las crónicas rusas a un asesor de Iván III de Moscovia. Jozi Kokos era judío, probablemente originario de Caffa en el consulado genovés de Gazaria. Su nombre parece túrquico: jozi parece derivar de la palabra para "peregrino", y kokos del túrquico kök (gök) koz, "de ojos azules". Este origen de su nombre nos sugiere que pudo haber pertenecido a las comunidades krymchak o caraíta de Crimea. El que fuera jázaro no se ha descartado, pero no se han hallado fuentes que afirmen la supervivencia de comunidades jázaras en la época.
Iván III firmó y mantuvo durante todo su reinado una muy importante alianza con Mengli Girai, kan de Crimea. Los servicios prestados por Kokos a Iván explican la favorable actitud de este último hacia los judíos. El papel jugado por Kokos como agente del gran duque se revela en la instrucción dada por Iván a su emisario, el boyardo Nikita Beklemishev, en marzo de 1474.
En esta carta Beklemishev es encargado por Iván de transmitir a Kokos sus credenciales diplomáticas para la corte del kan y los saludos del gran duque. A Kokos se le pide que deje de usar el idioma hebreo en sus comunicaciones con el gran duque. y en su lugar se exprese en ruso o tártaro.